# Vĩnh Bình, Đồng Tháp
Vĩnh Bình là một xã thuộc tỉnh Đồng Tháp, Việt Nam.

## Địa lý
Xã Vĩnh Bình có vị trí địa lý:
- Phía đông giáp xã Phú Thành.
- Phía tây giáp xã An Thạnh Thủy.
- Phía nam giáp các xã Bình Ninh, Vĩnh Hựu và Long Bình.
- Phía bắc giáp xã Đồng Sơn.

Xã Vĩnh Bình có diện tích 39,78 km², dân số năm 2025 là 44.540 người, mật độ dân số đạt 1.119 người/km².

## Lịch sử
Trước ngày 16 tháng 6 năm 2025, Vĩnh Bình là thị trấn huyện lỵ của huyện Gò Công Tây, Tiền Giang.
Ngày 16 tháng 6 năm 2025, Ủy ban Thường vụ Quốc hội ban hành Nghị quyết số 1663/NQ-UBTVQH15 về việc sắp xếp các đơn vị hành chính cấp xã của tỉnh Đồng Tháp năm 2025. Theo đó, sắp xếp toàn bộ diện tích tự nhiên, quy mô dân số của thị trấn Vĩnh Bình và các xã Thạnh Nhựt, Thạnh Trị thành xã mới có tên gọi là xã Vĩnh Bình.
Sau khi sáp nhập, xã Vĩnh Bình có 39,78 km² diện tích tự nhiên và dân số 44.540 người.

## Hành chính
Thị trấn Vĩnh Bình được chia thành 6 khu phố: 1, 2, 3, 4, 5, 6.

## Xã hội

### Giáo dục
Hệ thống giáo dục của xã Vĩnh Bình hiện có:
- Trường THCS Nguyễn Văn Thiều: Khu phố 2
- Trường TH Nguyễn Hữu Trí: Khu phố 3
- Trường TH Bùi Thanh Liêm: Khu phố 5
- Trường MG Măng Non: Khu phố 3
- Trường MG Ánh Dương: Khu phố 5
- Trường MG Vĩnh Bình: Khu phố 1.

Cơ sở giáo dục do Sở Giáo dục và Đào tạo quản lý: Trường THPT Nguyễn Văn Thìn: Khu phố 5, thị trấn Vĩnh Bình.

### Y tế
Hệ thống y tế trên địa bàn xã Vĩnh Bình:
- Bệnh viện đa khoa: Khu phố 2
- Y tế dự phòng: Khu phố 2
- Trạm Y tế Thị Trấn: Khu phố 3.[1]

### Thương mại – dịch vụ
- Chợ: Khu phố 2
- Bách hóa xanh: Khu phố 4
- Thế giới di động: Khu phố 3.[1]